# Glacier View
Glacier View is een plaats (census-designated place) in de Amerikaanse staat Alaska, en valt bestuurlijk gezien onder Matanuska-Susitna Borough.

## Demografie
Bij de volkstelling in 2000 werd het aantal inwoners vastgesteld op 249.

## Geografie
Volgens het United States Census Bureau beslaat de plaats een oppervlakte van
1167,1 km², waarvan 1160,8 km² land en 6,3 km² water.

## Plaatsen in de nabije omgeving
De onderstaande figuur toont nabijgelegen plaatsen in een straal van 72 km rond Glacier View.